# 김현준 (기업가)
김현준(金賢俊, 1984년 ~ )은 대한민국의 금융인이자 기업가다.
현재 더퍼블릭자산운용의 대표이사를 맡고 있다.
tvN <유 퀴즈 온 더 블럭>에 출연하면서 대중에게 알려졌으며, 유튜브 <신사임당>에 고정 패널로 출연하고 있다.